# قطعنامه ۹۷ شورای امنیت
قطعنامه  ۹۷ شورای امنیت سازمان ملل متحد که در تاریخ ۳۰ ژانویه ۱۹۵۲ تصویب شد، سندی بین‌المللی دربارهٔ تسلیحات: تنظیم و کاهش است. این قطعنامه طی نشست ۵۷۱ام 
تصویب شد.